# Боје слепила
Боје слепила је југословенски ТВ филм из 1991. године. Режирао га је Божидар Николић, а сценарио је писао Ференц Деак.

## Улоге
| Глумац             | Улога                 |
| ------------------ | --------------------- |
| Љубомир Тодоровић  | Адам Бабић            |
| Петар Банићевић    | Петар                 |
| Душица Жегарац     | Ана                   |
| Татјана Бељакова   | Марија, Петрова мајка |
| Ана Команин        | Еми, Адамова вереница |
| Стојан Аранђеловић | Стеван, Адамов отац   |
| Данило Лазовић     | Капетан               |
| Марко Баћовић      | Поручник              |

## Занимљивост
- На почетку филма Галија изводи песму Да ме ниси.